# 이제관
이제관(1982년 11월 3일 ~ )은 대한민국의 배우이다.

## 학력
- 서울예술대학 시각디자인과 졸업

## 출연 작품

### 영화
- 《슬픈남자》 (2015년) - 덕현 역
- 《성난 화가》 (2015년) - 강간범 역
- 《해적: 바다로 간 산적》 (2014년) - 산적단 역
- 《화창한 그날들》 (2014년) - 용팔 역
- 《잔혹한 출근》 (2006년) - 유괴전담반 3 역

### 드라마
- 《으라차차 와이키키》 (2018년, JTBC)
- 《언니는 살아있다》 (2017년, SBS)
- 《장영실》 (2016년, KBS1)
- 《KBS 드라마 스페셜 - 삐삐가 울린다》 (2011년, KBS2)
- 《광개토태왕》 (2011년, KBS1)
- 《신이라 불리운 사나이》 (2010년, MBC)
- 《프레지던트》 (2010년, KBS2) - 경호원 역[3]
- 《지붕뚫고 하이킥!》 (2009년, MBC)